# Мірзоалі Вайсов
Мірзоалі́ Ва́йсов (тадж. Миралӣ Маҳмадалиев; *1914 року, кішлак Сурхадара) — таджицький радянський політичний діяч, міністр торгівлі (1961—1963) та міністр фінансів (1963—1972) Таджицької РСР, депутат Верховної Ради Таджицької РСР.
Мірзоалі Вайсов народився 1914 року у кишлаку Сурхадара Восейського району у родині селянина. Має вищу освіту, член ЦК КП Таджикистану з 1939 року, у 1941 році служив у лавах Червоної армії.
З 1933 року працював учителем початкових класів Сари-Хасорського району. З 1938 року був секретарем Сари-Хасорського райкому ЛКСМ Таджикистану, з 1939 року — голова виконкому Сари-Хасорської райради, з 1941 року — перший секретар Кулябського обкому ЛКСМ, з 1944 року — завідувач організаційним відділом Сари-Хасорського РК КП(б) Таджикистану, з 1945 року — знову голова виконкому Сари-Хасорської райради. У 1946—1948 роках був слухачем ВПШ при ЦК КП(б) Таджикистану, після чого повернувся на попередньо займану посаду, 1950 року став заступником та завідувачем фінансового відділу Кулябської облради. У 1952—1955 роках був слухачем Всесоюзної вищої фінансової школи Мінфіну СРСР у Москві, після чого повернувся на попередньо займану посаду. 1955 року став начальником відділу праці та фінансового плану Радміну Таджикистану, з 1957 року — першим секретарем Аральського РК КП Таджикистану, з 1960 року — завідувачем відділу адміністративних, торгово-фінансових та планових органів ЦК КП Таджикистану, 1961 року — першим секретарем Ленінського РК КП Таджикистану, того ж року став міністром торгівлі Таджицької РСР, а з 1963 по 1972 роки — міністром фінансів Таджицької РСР.
Нагороджений орденом Трудового Червоного Прапора, орденом Знак Пошани, медалями, на його честь був названий один із джамоатів Восейського району.